# Nick Skelton
Pour les articles homonymes, voir Skelton.
Nick Skelton, né le 30 décembre 1957 à Bedworth, est un cavalier de saut d'obstacles britannique, champion olympique par équipes aux Jeux olympiques à Londres et en individuel aux Jeux olympiques de Rio en 2016. Il est devenu le cavalier le plus âgé à remporter la médaille d'or des Jeux de Rio.
Son palmarès en fait l'un des meilleurs cavaliers britanniques de l'histoire. En novembre 2013, il occupe la 30e place de la FEI Longines Ranking List.

## Biographie
Nicholas David Skelton est né le 30 décembre 1957 près de Coventry, en Angleterre. Il monte pour la première sur un poney à 18 mois et débute l'équitation à six ans. À 14 ans, il commence à travailler chez Liz et Ted Edgar et deux ans plus tard, il arrête sa scolarité pour travailler à plein temps avec eux. À 17 ans, il participe à ses premiers Championnats d'Europe à Lucerne avec son cheval Maybe et obtient la médaille d'argent par équipe. L'année suivante, à Dornbirn, il obtient à nouveau la médaille d'argent par équipe, et il est sacré Champion d'Europe Junior avec O.K. Après ces championnats, Nick a monté les chevaux des Edgar en concours. En 1978, lors du CSI de londres-Olympia, il a sauté plus de 2,30 m avec Lastic et a ainsi battu le record britannique. L'année suivante, Nick est sélectionné pour la première fois dans l'équipe "Senior" en Coupe des nations avec St James, et il se fait rapidement remarqué grâce à ses bons résultats. En 1980, il participe à son premier Championnat Senior : les Jeux olympiques alternatifs, organisés à la suite du boycott des Jeux de Moscou. Les épreuves équestres se déroulent à Rotterdam et la Grande-Bretagne obtient la médaille d'argent.

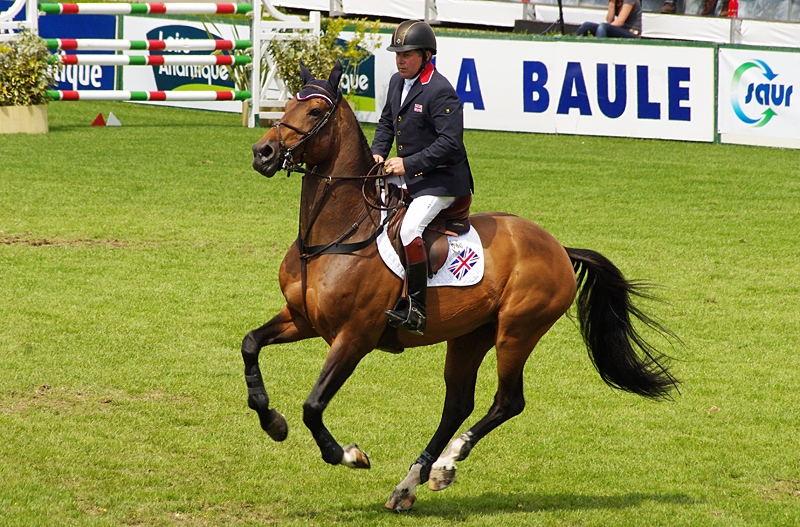
Nick Skelton et Big Star lors du CSIO La Baule (mai 2013).

En 1985, Nick cesse son partenariat avec les Edgar et part avec son cheval Apollo. En quatre ans, ils ont remporté 3 médailles en Championnats, 10 Coupes des nations et plusieurs Grands Prix 5*. En 1992, il commence à monter Dollar Girl, avec comme objectif les Jeux olympiques de Barcelone, mais ces derniers ne se passent pas bien pour le couple. Trois ans plus tard, ils remportent la Finale Coupe du monde de Göteborg. En 2000, il se brise la nuque en tombant lors d'un concours. Son médecin lui conseille d'arrêter définitivement le saut d'obstacles, mais après un an et demi de repos, Nick reprend la compétition avec Arko III, un cheval qu'il avait déjà monté avec son accident. Ensemble, ils remportent de nombreux Grands Prix pendant six ans. En 2008, après qu'Arko a été mis à la retraite, Nick rend visite à un ancien ami, Gary Widdowson, afin qu'il lui confie des chevaux. Gary et Beverley Widdowson sont propriétaires des trois chevaux de tête de Nick : Carlo 273, Unique et Big Star. C'est avec Big Star, un étalon KWPN de 9 ans, que Nick participe aux Jeux olympiques de Londres. L'équipe britannique est sacrée Championne olympique devant son public à Greenwich Park, et Nick obtient la 5e place en individuel, avec 4pts sur l'ensemble du Championnat.
En septembre 2012, Carlo est vendu à l'espagnol Sergio Álvarez Moya.
En mai 2013, Nick et son olympique Big Star se montrent particulièrement talentueux : ils réalisent 8 parcours sans-faute dans les Coupes des nations et les Grands Prix de La Baule et Rome. Ils prennent la troisième place du Grand Prix français, et remportent celui de Rome. Cette régularité leur permet de devenir le meilleur couple de leur discipline : en juin 2013, Big Star prend la première place du classement WBSFH. Début juillet, Nick Skelton et Big Star remportent le mythique Grand Prix d'Aix-la-Chapelle. C'est la quatrième victoire de Skelton dans ce Grand Prix, ce qui lui permet de détenir le record des victoires dans l'épreuve, à égalité avec Piero D'Inzeo.
Nick Skelton est aujourd'hui reconnu comme l'un des meilleurs cavaliers au monde. Au plus haut niveau depuis 30 ans, il a gagné plus de 8 millions d'euros de gains (£ 6.5m). Il a participé à 170 Coupes des nations et remporté plus de 60 Grands Prix et 16 médailles en Championnats Seniors.

## Palmarès mondial
Ses principaux résultats en compétitions :
- 1974 : Médaille d'argent par équipe aux Championnats d'Europe Juniors de Lucerne (Suisse) avec Maybe
- 1975 : Médaille d'or en individuel et médaille d'argent par équipe aux Championnats d'Europe Juniors à Dornbirn (Autriche) avec Everest OK
- 1978 : 
  - Vainqueur du "Leading Showjumper Of The Year" lors du "Horse of the Year Show" (Grande-Bretagne) avec Maybe
  - Record britannique de Puissance à 2,32 m avec Lastic lors du CSI de Londres-Olympia
- 1979 :
  - Vainqueur de la Coupe des nations de Zuidlaren (Pays-Bas) avec Maybe
  - Vainqueur du Grand Prix Coupe du monde de Genève (Suisse) avec Lastic
- 1980 :  Médaille d'argent par équipe lors des "Jeux olympiques alternatifs" de Rotterdam (Pays-Bas) avec Maybe
- 1981 : Vainqueur de la Coupe des nations d'Aix-la-Chapelle (Allemagne) avec Maybe
- 1982 : 
  -  Médaille de bronze par équipes aux Championnats du monde de Dublin (Irlande) avec If Ever
  - Vainqueur de la Coupe des nations de Lucerne (Suisse) avec IF Ever
- 1983 : 
  - Vainqueur des Grands Prix Coupe du monde de Toronto et Londres avec St James

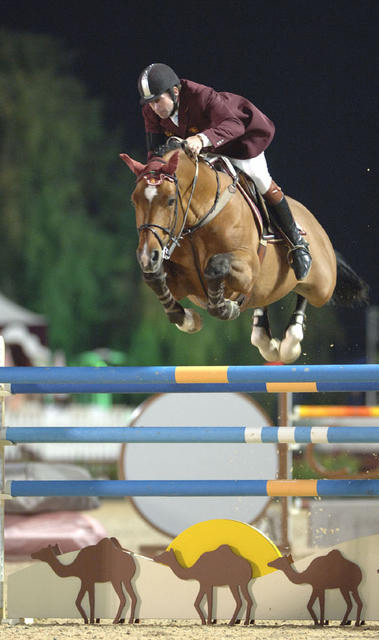
Nick Skelton et Arko III, en 2006.

  - Vainqueur du Grand Prix du CSIO-5* d'Aix-la-Chapelle (Allemagne) avec If Ever
  - Vainqueur de la Coupe des nations de Paris (France) avec IF Ever
- 1984 :
  - Vainqueur des Coupes des nations de Paris avec St James ry Liège avec Apollo
  - Vainqueur du Grand Prix "King George V Gold Cup" lors du "Royal International Horse Show" d'Hickstead (Grande-Bretagne) avec St James
- 1985 :Nick Skelton et Carlo 273, Global Champions Tour de Hambourg (mai 2012).

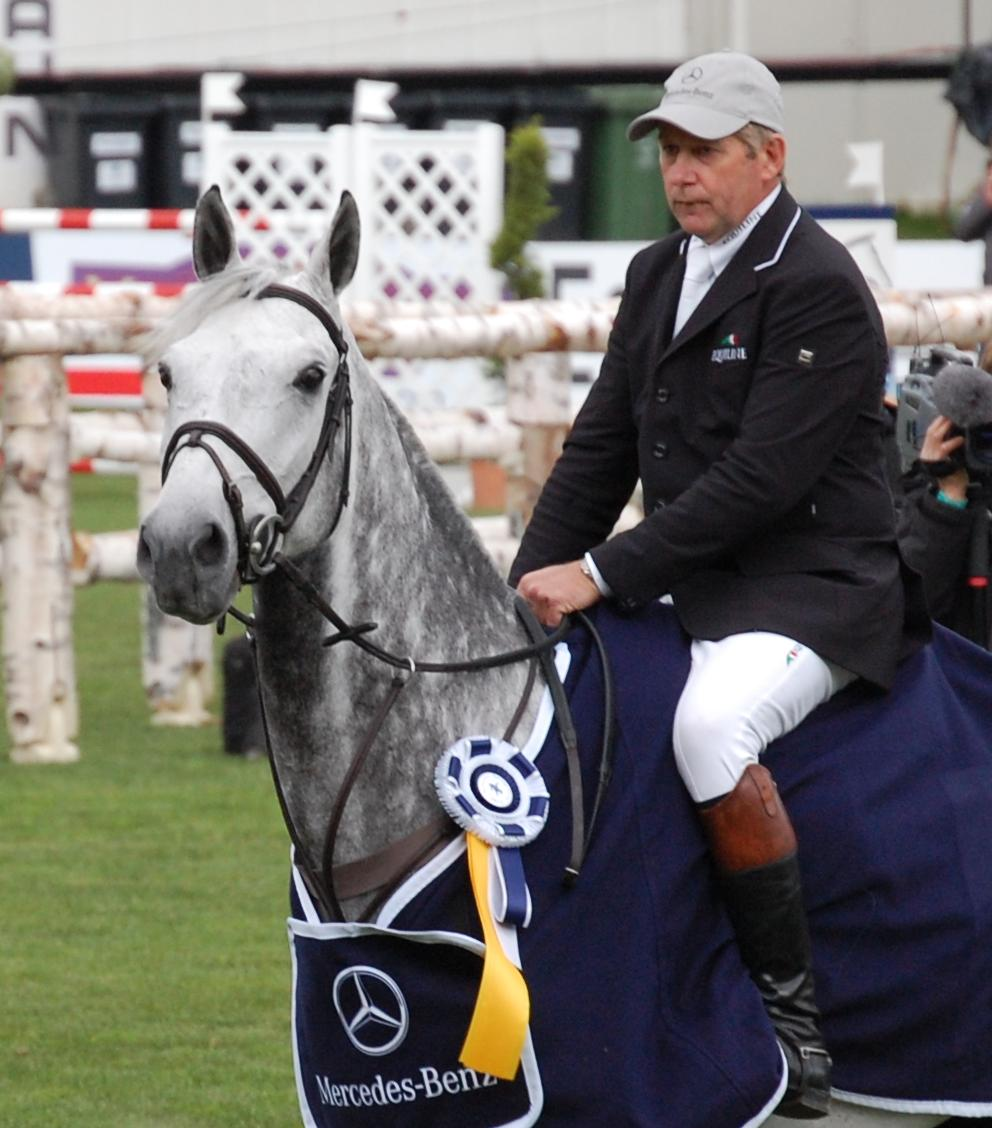
Nick Skelton et Carlo 273, Global Champions Tour de Hambourg (mai 2012).

  -  Médaille d'or par équipes et 4e en individuel aux Championnats d'Europe de Dinard (France) avec St James
  - 2e de la Finale Coupe du monde de Berlin (Allemagne) avec St James
  - Vainqueur du Grand Prix Coupe du monde d'Anvers (Belgique) avec St James
  - Vainqueur du Grand Prix du CSIO-5* de Dublin (Irlande) avec Apollo
  - Vainqueur du Grand Prix des Masters de Spruce Meadows à Calgary (Canada) avec St James
  - Vainqueur des Coupes des nations de Dublin, Hickstead et Calgary avec Apollo
- 1986 : 
  -  Médaille d'argent en individuel aux Championnats du monde d'Aix-la-Chapelle (Allemagne) avec Apollo
  -  Médaille de bronze par équipe aux Championnats du monde d'Aix-la-Chapelle avec Apollo
  - Vainqueur des Coupes des nations de Jerez de la Frontera, Dublin, Washington et Toronto avec Apollo
  - Vainqueur de la Coupe des nations de Rotterdam (Pays-Bas) avec Airbourne
- 1987 :  
  -  Médaille d'or par équipes aux Championnats d'Europe de Saint-Gall (Suisse) avec Apollo
  -  Mmédaille de bronze en individuel aux Championnats d'Europe de Saint-Gall avec Apollo
  - Vainqueur du Grand Prix du CSIO-5* d'Aix-la-Chapelle (Allemagne) avec Apollo
  - Vainqueur du Derby d'Hickstead avec J Nick
  - Vainqueur de la Coupe des nations de Gijón (Espagne) avec Airbourne
- 1988 : 
  - Vainqueur des Coupes des nations de Dublin et Rome avec Apollo
  - Vainqueur des Grands Prix des CSIO-5* d'Aix-la-Chapelle et de Dublin avec Apollo
  - Vainqueur du Derby d'Hickstead avec Apollo
- 1989 : 
  -  Médaille d'or par équipes aux Championnats d'Europe de Rotterdam (Pays-Bas) avec Apollo
  - Vainqueur des Coupes des nations de Dublin et Calgary avec Grand Slam
  - Vainqueur de la Coupe des nations de St-Gall (Suisse) avec Apollo
  - Vainqueur de la Coupe des nations de Luxembourg (Luxembourg) avec Serenade
  - Vainqueur du Derby d'Hickstead avec Apollo
- 1990 : 
  -  Médaille de bronze par équipes aux Jeux équestres mondiaux de Stockholm (Suède) avec Grand Slam
  - Vainqueur des Grands Prix de Kössen et Cortina d'Ampezzo avec Fiorella
  - Vainqueur du Grand Prix du CSOI-5* de Dublin (Irlande) avec Phoenix Park
  - Vainqueur du Grand Prix de Dortmund (Allemagne) avec Top Gun
  - Vainqueur du Grand Prix du "Horse of the Year Show" (Grande-Bretagne) avec Grand Slam
  - Vainqueur de la Coupe des nations de Dublin (Irlande) avec Phoenix Park
  - Vainqueur de la Coupe des nations de Calgary, New York et Rome avec Grand SlamNick Skelton et Carlo 273 lors Global Champions Tour de Cannes, en juin 2012.
- 1991 : 

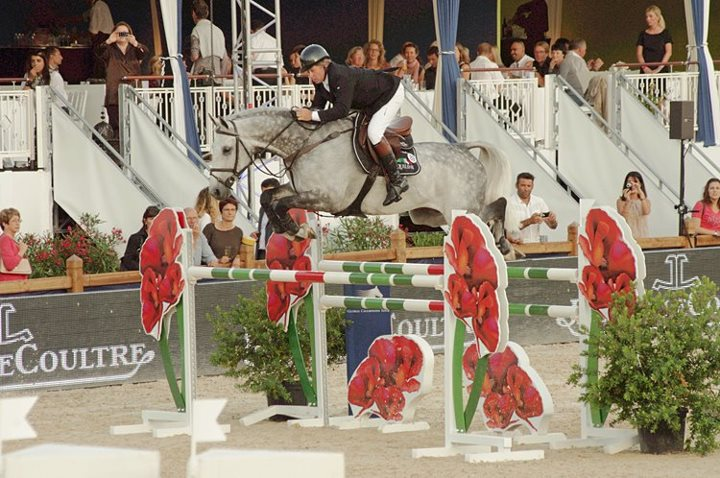
Nick Skelton et Carlo 273 lors Global Champions Tour de Cannes, en juin 2012.

  -  Médaille d'argent par équipes aux Championnats d'Europe de La Baule (France) avec Phoenix Park
  - Vainqueur de la Coupe des nations de Luxembourg, Dublin et Calgary avec Phoenix Park
  - Vainqueur de la Coupe des nations de Rome (Italie) avec Apollo II
  - Vainqueur du Grand Prix du CSOI-5* de Dublin (Irlande) avec Phoenix Park
  - Vainqueur des Masters du "Horse of the Year Show" (Grande-Bretagne) avec Phoenix Park
- 1992 : 
  - Vainqueur du Grand Prix de Genk et de Göteborg avec Major Wager
  - Vainqueur des Masters d'Amsterdam (Pays-Bas avec Limited Edition
  - Vainqueur de la Coupe des nations de Calgary (Canada) avec Dollar Girl
  - Vainqueur de la Coupe des nations d'Hickstead (Grande-Bretagne) avec Limited Edition
- 1993 : 
  -  Médaille d'argent par équipes aux Championnats d'Europe de Gijón (Espagne) avec Dollar Girl
  - Vainqueur du Grand Prix et des Masters de Paris (France) avec Major Wager
  - Vainqueur du Grand Prix de Göteborg (Suède) avec Major Wager
  - Vainqueur du Grand Prix "King George V Gold Cup" lors du "Royal International Horse Show" d'Hickstead (Grande-Bretagne) avec Limited Edition
  - Vainqueur du Grand Prix de St-Gall (Suisse) avec Dollar Girl
  - Vainqueur de "l'Everest Final" lors du "Horse of the Year Show" (Grande-Bretagne) avec Showtime
  - Vainqueur du Grand Prix d'Ascona et des Masters de Spruce Meadows à Calgary avec Dollar Girl
  - Vainqueur de la Coupe des nations d'Hickstead (Grande-Bretagne) avec Limited Edition
- 1994 : 
  - Vainqueur du Grand Prix Coupe du monde de Millstreet (Irlande) avec Dollar Girl
  - Vainqueur de la Coupe des nations de Dublin (Irlande) avec Limited Edition
- 1995 : 
  -  Médaille d'argent par équipes aux Championnats d'Europe de St-Gall (Suisse)
  - Vainqueur de la Finale Coupe du monde de Göteborg (Suède) avec Dollar Girl
  - Vainqueur du Grand Prix de Barcelone et de San Marino avec Showtime
  - Vainqueur du Grand Prix du "Horse of the Year Show" (Grande-Bretagne) avec Showtime
  - Vainqueur du Grand Prix d'Aarhus et de Stuttgart avec Dollar Girl
- 1996 :
  - 3e de la Finale Coupe du monde de Genève (Suisse) avec Dollar Girl
  - Vainqueur du Grand Prix Coupe du monde de Bordeaux (France) avec Dollar Girl
  - Vainqueur du Grand Prix "King George V Gold Cup" lors du "Royal International Horse Show" d'Hickstead (Grande-Bretagne) avec Cathleen III
  - Vainqueur du Grand Prix de Moorsele et de Gijón avec Dollar Girl
  - Vainqueur du Grand Prix de Madrid (Espagne) avec Showtime
  - Vainqueur des Masters du CSI-5* de Londres-Olympia avec Zalza
  - Vainqueur de la Coupe des nations de Dublin avec Dollar Girl; de Lisbonne avec Cathleen III et de Calgary avec Showtime
- 1997 :
  - Vainqueur du Grand Prix du "Horse of the Year Show" (Grande-Bretagne) avec Showtime
  - Vainqueur du Grand Prix de Lisbonne (Portugal) avec Showtime
  - Vainqueur de la Coupe des nations de Modène et de Gijón avec Showtime
  - Vainqueur de la Coupe des nations de Windsor (Grande-Bretagne) avec Tinka's Boy
- 1998 : 
  -  Médaille de bronze par équipe aux Jeux équestres mondiaux de Rome (Italie) avec Hopes are High
  - Vainqueur du Grand Prix de Madrid (Espagne) avec Showtime
  - Vainqueur du Grand Prix de Gijón (Espagne) avec Hopes are High
  - Vainqueur du Grand Prix du CSOI-5* de Dublin et des Masters de Spruce Meadows à Calgary  avec Hopes are High
  - Vainqueur du Grand Prix de Leeuwarden (Pays-Bas) avec Zalza
- 1999 : 
  - 4e par équipe aux Championnats d'Europe de Hickstead (Grande-Bretagne) avec Hopes are High
  - Vainqueur du Grand Prix "King George V Gold Cup" lors du "Royal International Horse Show" d'Hickstead (Grande-Bretagne) avec Cathleen III
  - 2e de la Coupe des nations de Dublin et d'Hickstead avec Hopes are High
- 2000 : 
  - Vainqueur du Grand Prix de Windsor (Grande-Bretagne) avec Jalisco
  - Vainqueur du " Gentlemen’s Championship" de Windsor (Grande-Bretagne) avec Jalisco
- 2002 :
  - Vainqueur du Grand Prix de Portimão (Portugal) avec Arko III
  - Vainqueur du "Leading Gentleman Rider" lors du "Horse of the Year Show" (Grande-Bretagne) avec Arko III
- 2003 :
  - Vainqueur du Grand Prix de Leeuwarden (Pays-Bas) avec Arko III
  - Vainqueur de la Coupe des nations d'Hickstead (Grande-Bretagne) avec Arko III
  - Vainqueur du "Christmas Stakes" lors du CSIW-5* de Londres-Olympia  avec Arko III
- 2004 :
  - Vainqueur du Grand Prix de Windsor (Grande-Bretagne) avec Russell
  - Vainqueur du "British Open" de Sheffield (Grande-Bretagne) avec Arko III
  - Vainqueur du Grand Prix du "Horse of the Year Show" (Grande-Bretagne) avec Russell
  - Vainqueur de la Coupe des nations d'Hickstead (Grande-Bretagne) avec RussellNick Skelton et Arko III, en 2006.
- 2005 :
  - Vainqueur du Grand Prix de Spruce Meadows (Canada) avec Arko III
  - Vainqueur du Grand Prix Coupe du monde de Leipzig (Allemagne) avec Arko III
  - Vainqueur de la Coupe des nations de Dublin et de Rome avec Arko III
- 2006 :
  - Vainqueur du Grand Prix de Lucerne et de Rome avec Arko III
  - Vainqueur du "WEF Open Challenge" lors du CSIO-5* de Wellington (États-Unis) avec Russell
- 2007 :
  - Vainqueur du Grand Prix Global Champions Tour d'Estoril (Portugal avec Arko III
  - 2e du Grand Prix Coupe du monde de Londres-Olympia (Grande-Bretagne) avec Arko III
- 2008 :
  - Vainqueur du Grand Prix de Grobbendonk et de Spruce Meadows avec Arko III
  - Vainqueur de la Coupe des nations de Dublin (Irlande) avec Arko III
- 2009 :
  - Vainqueur du Grand Prix de Shrewsbury (Grande-Bretagne) avec Carlo 273
  - 2e de la Coupe des nations du CSIO-4* de Wellington (États-Unis) avec Transmission
- 2010 :
  - 2e de la Coupe des nations de Rome (Italie) avec Carlo 273
  - 2e du Grand Prix Global Champions Tour de Turin (Italie) avec Carlo 273
- 2011 : 
  -  Médaille de bronze par équipes aux championnats d'Europe de Madrid (Espagne) avec Carlo 273
  -  Médaille de bronze en individuel aux championnats d'Europe de Madrid (Espagne) avec Carlo 273
  - Vainqueur du Grand Prix de St-Gall (Suisse) avec Carlo 273
  - Vainqueur de la Coupe des nations de Dublin (Irlande) avec Carlo 273
- 2012 : 
  -  Médaille d'or par équipes aux Jeux olympiques de Londres avec Big Star
  - Vainqueur du Grand Prix du CSIO-5* de La Baule avec Carlo 273
  - Vainqueur du Grand Prix 4* d'Anvers (Belgique) avec Big Star
  - Vainqueur du Grand Prix Global Champions Tour de Hambourg (Allemagne) avec Big Star
  - Vainqueur du Grand Prix de Palm Beach (États-Unis) avec Big Star
- 2013 : 
  - 3e du Grand Prix du CSIO-5* de La Baule avec Big Star
  - Vainqueur du Grand Prix du CSIO-5* de Rome avec Big Star
  - Vainqueur du Grand Prix du CSIO-5* d'Aix-la-Chapelle avec Big Star